# 1960 na Coreia do Sul
Esta é uma cronologia dos principais fatos ocorridos no ano de 1960 na Coreia do Sul.

## Incumbentes
- Presidente
  - Syngman Rhee (1948–26 de abril de 1960)
  - Heo Jeong (interino) (26 de abril de 1960–12 de agosto de 1960)
  - Yun Bo-seon (13 de agosto de 1960–1962)
- Primeiro-ministro
  - Heo Jeong (15 de junho de 1960–18 de agosto de 1960)
  - Chang Myon (18 de agosto de 1960–1961)

## Eventos
- 15 de março – É realizada a eleição presidencial. Após a morte do opositor do Partido Democrático, Cho Pyong-ok, Syngman Rhee foi o único candidato, sendo reeleito sem oposição.[1] A eleição foi anulada após acusações de corrupção, o que deu origem à Revolução de Abril.
- Revolução de Abril, liderada por grupos trabalhistas e estudantis, derruba o governo autocrático de Syngman Rhee, encerrando a Primeira República da Coreia do Sul.[2]
- 12 de agosto – Nova eleição presidencial é realizada, após a anulação do pleito de março. Yun Bo-seon é eleito presidente.[3]
- 14 a 21 de outubro – A cidade de Seul sedia a Copa da Ásia de 1960.[4]

## Nascimentos
- 9 de novembro – Seo Hajin, escritora
- 20 de dezembro – Kim Ki-duk, cineasta

## Mortes
- 16 de outubro – Hyun Jae-myung, 58, compositor